# Kosmetika

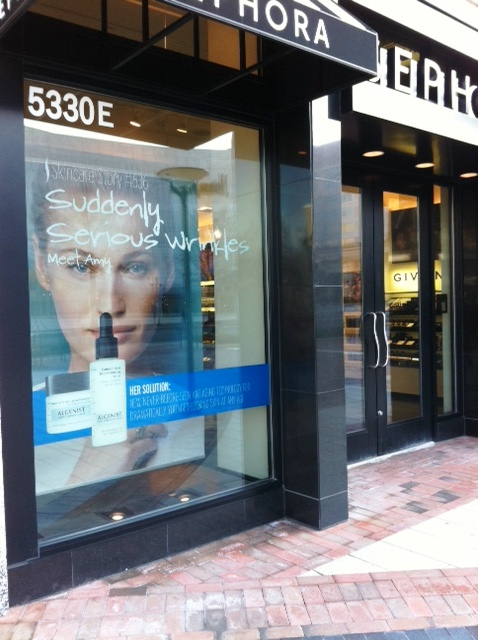
Butik som specialiserat sig på försäljning av skönhetsprodukter och som gör reklam för en så kallad antirynkprodukt.

Kosmetika,  skönhetsmedel eller skönhetsprodukt är ett samlingsnamn för produkter som är avsedda för rengöring, vård eller sminkning av hud och hår. Det omfattar produkter som smink, till exempel puder eller läppstift, men även hudkrämer, rengöringsprodukter och liknande. Kosmetika är produkter som kan användas som smink på hud, att rengöra med eller till håret.

## Etymologi
I Sverige har uttrycket skönhetsmedel använts sedan början av 1800-talet. Ordet kosmetika kommer från grekiskans kosmētikós med betydelsen ordnande eller smyckande. Ordet kosmetika är besläktat med ordet kosmos.

## Smink
Smink eller make up är produkter som appliceras på hud, ögonfransar, naglar, läppar, ögonbryn och i vissa sammanhang övriga kroppen, i syfte att förändra och/eller förbättra utseendet hos bäraren. Det kan exempelvis röra sig om mascara, ögonskugga, läppstift eller rouge.